# Çaykur

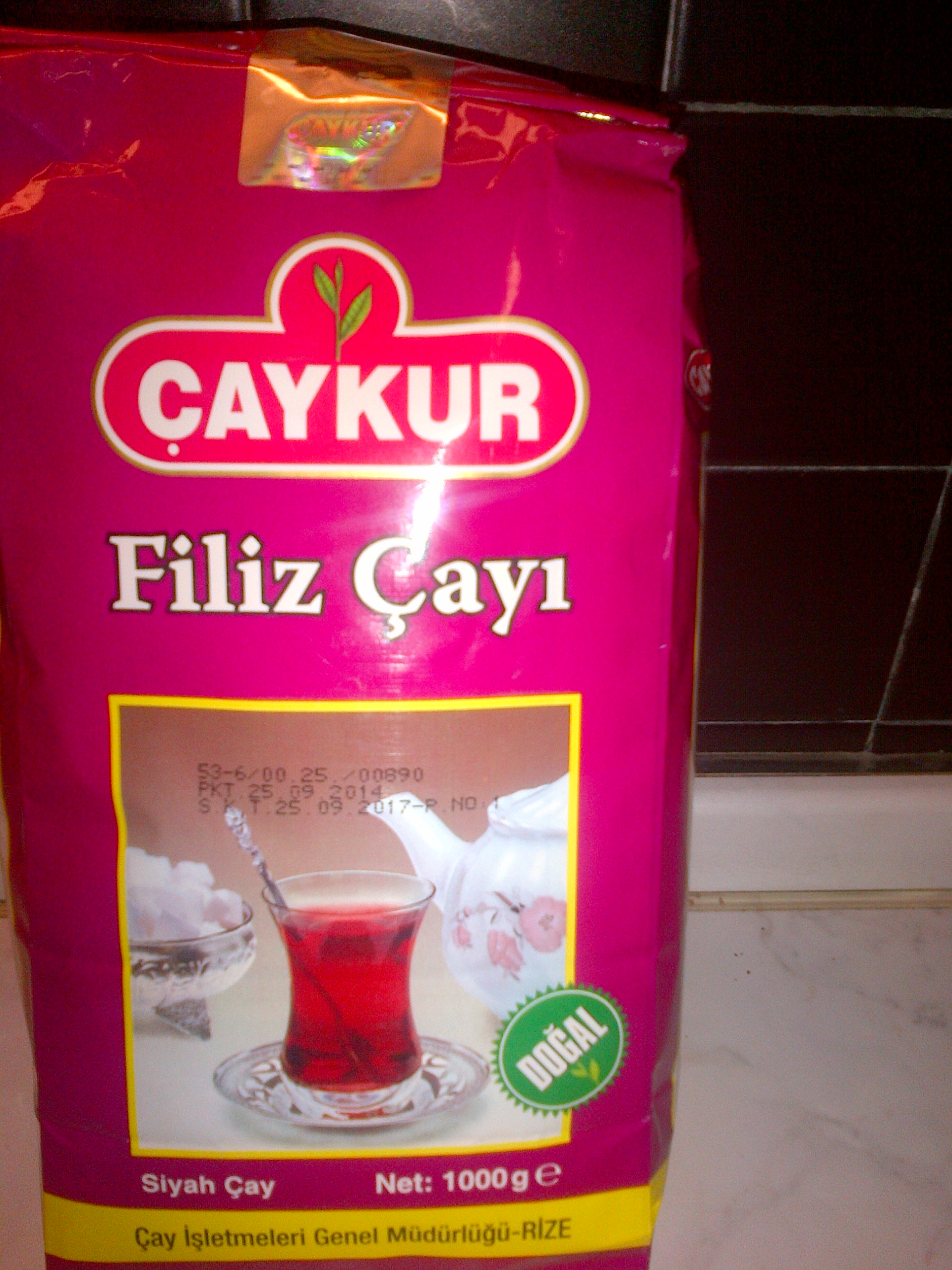

Çaykur (prononcé [ t͡ʃajkuɾ]]) est une marque de la Direction générale de l’exploitation du thé turque (en turc : Çay İşletmeleri Genel Müdürlüğü). La marque est l’abréviation de Çay kurumu, monopole public créé en 1971.

## Histoire
La culture du thé existe historiquement sur le littoral méridional de la mer Noire sur les côtes des actuelles Turquie et Géorgie. Après la fin de la Première Guerre mondiale, les déportations ou le massacre des populations non turques, suivis de l'exode rural, l'activité économique du territoire turc nord-anatolien est profondément désorganisée. La toute jeune Grande Assemblée nationale de Turquie décide un soutien à l'agriculture pour ces territoires, notamment celui de Rize. Des plantations publiques de citrons, de mandarines, de noisettes et de thé apparaissent. Un monopole (en turc tekel) sera institué pour le thé comme pour d'autres produits, jusqu'à la libéralisation du secteur au début des années 1980.

## Production
Çaykur produit du thé et du thé glacé.